# Fundación Patiño
La Fundación Patiño, también conocida como Fundación Universitaria Simón I. Patiño, es una institución cultural boliviana sin fines de lucro, fundada por el magnate del estaño Simón I. Patiño en 1931.

## Historia
La Fundación Patiño fue creada por Simón I. Patiño el 21 de marzo de 1931 como una entidad de derecho privado, sin fines de lucro y en beneficio de los estudiantes de las universidades y de la cultura boliviana en general. El encargado de redactar los estatutos de la naciente Fundación fue el pedagogo belga Georges Rouma. El primer consejo de la fundación estuvo conformado por los abogados Arturo Loaiza, Carlos Calvo Calvimontes, el periodista Juan Cabrera García y el intelectual Daniel Sánchez Bustamante; este último fue el primer presidente de la fundación.
En 1958, once años después de la muerte de Patiño, sus herederos realizaron cambios en los estatutos y crearon una sucursal de la Fundación en Ginebra, Suiza, añadiendo a las metas de la institución la formación profesional de estudiantes bolivianos en el extranjero; en 1964 se concedieron las primeras becas. En 1968, también como parte de la Fundación, se abrió en Cochabamba el Centro de Pediatría Albina Rodríguez de Patiño. Un año después, en 1969, también en Cochabamba se abrió el Centro Pedagógico y Cultural Simón I. Patiño.
En 1970 se inauguraron la Granja Modelo y el Centro de Investigaciones Fitoecogenéticas en Pairumani, Cochabamba. En 1984 se abrió en La Paz el Espacio Simón I. Patiño. En 1986 en Suiza se lanzaron los primeros libros bajo el sello de Ediciones Patiño. En 1986 se inauguró el Centro de Semillas Pairumani. En 1995 se abrió el Centro de Ecología y Difusión en Santa Cruz. Un año después, también en Santa Cruz, se abrió el Centro de Ecología Difusión Simón I. Patiño. En 2002 se inauguró en Cochabamba el Centro de Nutrición Infantil Albina Rodríguez de Patiño. En 2003 se abrió en Santa Cruz el Centro Simón I. Patiño. En 2010 se abrió en El Alto el Centro de Nutrición Infantil Albina Rodríguez de Patiño. En 2014 se abrió en Cochabamba el Centro de Promoción y Prevención de Salud Albina Rodríguez de Patiño.
Según la página web de la Fundación, el propósito es "mejorar las condiciones de vida de los bolivianos en los campos de la educación, la cultura, la investigación, la salud, la nutrición, la agricultura y la ecología".[cita requerida]